# Børsa kommun
Børsa kommun (norska: Børsa kommune) var en kommun i Sør-Trøndelag fylke i Norge. Tätorten Børsa utgjorde kommunens centralort.

## Administrativ historik
Børsa kommun upprättades den 1 januari 1838 (som Børsen formannskapsdistrikt) när Formannskapslovene från 1837 trädde i kraft. Kommunen omfattade då den västra delen av nuvarande Skauns kommun (Børsa och Skauns socknar) samt ett område i den nordöstra delen av nuvarande Orklands kommun (Geitastrands socken).
Den 1 januari 1890 bröts Skauns kommun (Børseskognens kommun) ut ur kommunen som då minskade från 3 710 invånare före delningen till 2 300 invånare efter.
Den 1 januari 1905 bröts Geitastrands kommun ut ur kommunen som då minskade från 2 094 invånare före delningen till 1 420 invånare efter. Den återstående delen omfattade ett område i den nordvästra delen av nuvarande Skauns kommun.
Den 1 januari 1965 gick Børsa kommun, tillsammans med Buviks kommun, upp i Skauns kommun. Kommunens hade då 1 476 invånare.